# Pneuma Cosmic
A Pneuma Cosmic Koronczi Endre képzőművész projektje, mely a 61. Velencei biennálé Magyar Pavilonjában valósul meg, kurátora Cserhalmi Luca esztéta. A kiállítás alapja a Ploubuter Park keretében megvalósuló fiktív kutatás, mely a világ egészét kitöltő, légmozgásként megmutatkozó kozmikus lehelet megjelenési formáit tárja fel. A műben a tudományos kutatások logikája és a mélyen metaforikus, asszociatív gondolatpárhuzamok egyaránt megjelennek, mely a kiállítás bejárásának folyamán feloldódik, bizonyítás helyett egy sejtést mutatva be.

## Pályázat
A hazai gyakorlatnak megfelelően a Velencei Biennále nemzeti biztosa, dr. Fabényi Julia, a Ludwig Múzeum igazgatója nyílt pályázat útján, szakmai zsűri döntése alapján választotta ki a 2026-ban megrendezésre kerülő 61. Velencei Képzőművészeti Biennále Magyar Pavilonja kurátorát és kiállítását.

## A pneuma cosmic jelentése
A pneuma cosmic egy fiktív fogalom, mely a pneuma (latin, jelentése: lehelet, szellő, lélek) és a cosmic (kozmikus) szavakból képzett új fogalom. A világot betöltő légmozgás jelenségéből kiinduló metafora a szélnek mindent vitalizáló, mozgató, élettel töltő adottságot tulajdonít. A légmozgás, mely a világ legnagyobb részén állandó jelleggel van jelen, oxigénnel tölti meg a szárazföldi élőlények tüdejét, összeköti a glóbusz legapróbb és legtágasabb pontjait, folyamatosan áramlik egyik dologból a másikba, láthatatlanul alakítja környezetét. A megfoghatatlan, láthatatlan létező, mely ilyen általános hatással van a világ működésére, a légneműség által a transzcendenciához, mozgása által a vitalitáshoz kapcsolódik. A pneuma cosmic fogalma ennek a jelenségnek az érzékelésünket meghaladó kivetüléseire, transzcendentális asszociációira hívja fel a figyelmet.

## Koncepció
A kiállítás konceptuális, efemer művekből épül fel, melyek a légmozgás, a transzcendens és gondolati világ között állítanak párhuzamot, felhívva a figyelmet a környezetünk intuitív megéléséből fakadó tapasztalatok komplexitására. A projektben meghatározó a lassúság, a megfigyelés és az elvont asszociációs gondolatok ötvözéséből születő légkör. A pneuma cosmic kifejezés egy mindent átható, láthatatlanul vitalizáló, áramló mozgatóerő hipotézisére utal. A kiállítás költői, filozofikus megfogalmazása mellett szorosan kapcsolódik a kortárs környezetesztétikai és környezetpszichológiai diskurzusokhoz, amelyek kultúra, ember és természet kapcsolatát vizsgálják. Egyén és külvilág határainak újrapozícionálása vagy épp elmosása azzal az előnnyel jár, hogy új típusú kötődést és felelősséget alakítunk ki a környezetünkkel szemben. A kiállításon felvázolt megfigyelési struktúra mélyen szubjektív és intuitív jellegű.

## Kutatás
A Pneuma Cosmic a humán tudományok és a művészeti kutatások módszereit ötvözve közelít egy a természettudományok hatásköre alá tartozó jelenséghez, a légmozgáshoz. Koronczi Endre az elmúlt évtizedekben szabadtéri kísérletek és kiállítótéri modellek segítségével vizsgálja a légáramlás reprezentációjának művészeti lehetőségeit. A pavilonban bemutatásra kerülő  installációk ennek a művészeti praxisnak az eredményeként a pneuma cosmic létezését bizonyító kutatás eredményei.

## Kiállítás
Koronczi Endre kimondottan analóg felfogással, lassú szemlélődésre hangolva tervezte a műveket. A kiállítás négy szakaszból épül fel, melyek követik a kutatást kísérő gondolkodási struktúrát, a konkréttól az egyre inkább elvont, az érzékelés határait feszegető művek felé kísérve a látogatót.

## Művek

### Bennszorult lélegzet
Bennszorult lélegzet című installáció a 2025-ben kétszáz éves Magyar Tudományos Akadémia székházának jelenleg is zajló felújítása során, a padlóból kibontott szellőztetőrendszer elemeiből épített monumentális installáció. A épület lélegzéséért felelős tárgyak szimbolikusan a hazai tudományos élet nagyjainak leheletét, sóhajait, az agyakat átjáró oxigént őrzik. A szellőztetőrendszer a világot egybekötő levegőmozgáshoz kapcsolódik, ahogy a léghez hasonló testetlen gondolatok működésének alapja is a folyamatos, termékeny áramlás. Az indusztriális tárgyakkal párbeszédbe állítva természeti felvételek jelennek meg két falon, melyeken a lassan változó tájban megjelenő köd és fumarola jelenségek a pneuma cosmic bolygó léptékű, természeti megmutatkozásaiként jelennek meg, a mélyidő megélésére hívva a látogatót. Az archeológiai jelleget öltő installáció a korábban láthatatlanságba zárt, hétköznapi tárgyakat művészeti értékükben pozícionálja, ezzel egy újabb perspektívát kínálva a szellőztetőelemek szemléléséhez. A tárgyak ipari, kopottas teste ismeretlen eszköz benyomását keltik. A negyvennégy darabból álló, eltérő méretű, olykor a három métert is maghaladó szellőztetőelemek nagy tömegbe rendezve elidegenítő hatást keltenek, ugyanakkor hívogatnak a megismerésre, hasonlóan a kortárs romok által kiváltott kettős esztétikai élményhez. A helyspecifikusan elrendezett tárgyak erőteljesen indusztriális jellegűek, mely kontrasztot képez a mögötte húzódó pneuma cosmic gondolatának megfoghatatlan, légies vonatkozásával. A levegő és a gondolatok áramlása itt egy leletben tárul a néző elé, melynek kutatása párbeszédet teremt az akadémia szellemisége és a művészeti kutatás módszere között. Az installációnak nem célja az esztétizálás: a tárgyat és a mögötte húzódó történetet tárja fel, újrakontextualizálva a pneuma cosmic fogalmi keretében. A mű először 2024-ben került bemutatásra Koronczi Endre Kérem, sóhajtson, Széchenyi Úr! című kiállításán a Godot Kortárs Művészeti Intézetben.
Az installációhoz tartozik egy nagyméretű szabadkézi rajz, melyen a szél által átjárt Magyar Tudományos Akadémia homlokzatának részletgazdag ábrázolása látható. A művek a grafikai alkotás, lassú, aprólékos, megfigyelést és szemlélődést igénylő jellemzőit ötvözik Koronczi Endre 2019 óta folyamatosan bővülő szélrajz sorozatának absztrakt, gesztusszerű alkotásainak motívumával. A szélrajzok esetében Koronczi Endre a sorozathoz készült manifesztumban írtak szerint nem ábrázolja, hanem újrateremti a szelet, vagyis egy azzal megegyező dolgot hoz létre két dimenzióban.

### Végtelen türelem
A nagyméretű installáció egy realisztikus álfal, amely megfeszül, majd visszaereszkedik, hasonlóan a lélegző mellkas mozgásához. A lélegző falban architektúra és légmozgás kapcsolata elvont, valóságtól elrugaszkodott módon jelenik meg, víziószerűen mutatva be egy épület lélegzését. A Végtelen türelem minimalista, transzcendentális hatást kelt. A metafizikai valóságra reflektáló műalkotás a világ észrevétlen, testetlen mozgatójára utal, egyúttal a kiállítás alatt bejárt asszociációs kör végpontja, a Pneuma Cosmic gondolatának elvont jellegének kiteljesedése. Az installáción megjelenő valós mozgás visszafogott, alig észrevehető, így a figyelem és tekintet határait feszegeti, miközben a lassú mozgás befogadása türelemre, egy kutató kitartására készteti a látogatót. A mű egyúttal egy optikai játékot is űz a nézővel: a fal síkjának emelkedése szemből vizsgálva alig észrevehető, elnyeli az egynemű fehér felület, míg a beinduló ventillátorok búgása és a lassú változás felkelti a nézők figyelmét. Az installáció egy kimondottan lassú szemlélődésre és fókuszált figyelemre hangolt mű.
Koronczi Endre első Végtelen türelem című installációja 2018-ban volt látható egy azonos című projektkiállításon. A mű e variációja egy polgári lakás hangulatába illeszkedve, tapétamintás falat imitálva jelent meg. A Kérem, sóhajtson, Széchenyi Úr! című kiállításon ennek egy nagyobb méretű változatát készítette el, a Pneuma Cosmicon láthatóhoz hasonló letisztult, fehér teret alkotva.

### A gondolat definíciója
A látogató egy fiktív kutatás folyamatába kap betekintést. A falakon egy lazán összefüggő fogalmi rendszert látunk, mely segít a kiállítás gondolatiságának, valamint a következő térben megjelenő tárgyak hátterének megismerésében. A mű alapja egy szószedet, mely a pneuma cosmic-hoz kapcsolódó fogalmakat gyűjti egybe. Többek között olyan fogalmak kapnak benne helyet, mint a pneumatológia, az áramlás, a lég, a Magyar Tudományos Akadémia, az intuíció, fumarola vagy a membrán. Az ábrát hol asszociatív módon, hol konkrétabban összekapcsolódó képek, videók és fogalmak alkotják, egymáshoz viszonyítva elrendezve. Az általuk alkotott kép intuitív, ugyanakkor a módszeresség benyomását kelti.

### Akusztikus elem
A kiállítás egészét Balogh Máté zeneszerző a légmozgás és a lehelet hanghatásain alapuló akusztikus eleme fogja össze. A kiállítás egészében hallható, domináns hanghatás a koncepció szerves részét képzi. A vizualitás elől folyamatosan elzárkózó légmozgást tematizáló projekt egy láthatatlan, a befogadót épphogy körbelengő érzéki elemmel teljesedik ki, mely ritmusával segíti a befogadót a lelassulásban, elmélyülésben és a figyelem fókuszálásában, érzéki módon fokozza a témához kapcsolódó gondolatok, asszociációk absztrahálódását. A hanghatásban meghatározó a Bennszorult lélegzet című installáció szellőztetőelemein rögzített rezonáns zajai. Balogh Máté a tárgyakat vonókkal, gumidarabokkal, verőkkel és aerofon csövekkel szólaltatja meg. Az így létrejövő zenei anyaghoz komponálja a kiállítás többi hangját, mint a videók vagy ventillátorok zaját.